# 運輸大亨
《運輸大亨》與《運輸大亨豪華版》（英语：Open Transport Tycoon Deluxe）是於1994年至1995年由克里斯·索耶開發並由MicroProse發佈的一款電子經營模擬遊戲。遊戲中，玩家擁有一家運輸公司，並要與其他運輸公司競爭，經海、陸空運載乘客及貨物以獲取利潤，並建立自己的運輸帝國。豪華版則對遊戲內容進行擴充及改進。

## 遊戲玩法

《運輸大亨》貿易系統

遊戲共有四個不同之世界版圖，開始設定年分為1930年（豪華版為1950年），玩家透過銀行借貸作為營運資金並逐步建設運輸設施及相應交通工具（火車、輪船、車輛及飛機），每次成功付運貨物可獲取利潤以維持經營、改善效率、擴展業務或是償還借貸（銀行會收取利息直至借貸全數償還），利潤多寡取決於貨運速度、貨物種類（如煤礦比郵件保值）、載貨量以及目的地距離。遊戲會於特定年分提供更先進之運輸科技（如遊戲剛開始時火車只有蒸汽引擎，後陸續出現柴油、電動引擎、單軌列車以至磁浮列車），亦會按玩家表現以總分1000評級並給予相應頭銜，如成功經營至2050年會被記錄至名人榜，遊戲此後將能永遠繼續；經營不善會倒閉導致遊戲結束。遊戲也容許個人化的難度設定，例如隨機引進競爭對手或經濟蕭條。
遊戲內的各城鎮會因玩家之運輸系統帶來之影響而給予相應的評價：高效率運輸能提高評級；大量破壞市區設施與樹木將降低評級甚至被禁止進行任何運輸工程。城鎮會隨機為仍未獲運輸的貨物提供補貼，也會因獲得運輸（如輸送食物和食水）而加速發展，從而能提供或接受新貨物種類。散落於世界版圖之各種原材料生產所（如果林、煤礦、木材等）與工廠（如煉油廠、食品加工廠、磨坊等）會因久未獲運輸而倒閉，亦會按進度隨機出現；原材料生產所產量會隨機增加或減少。

## 音樂
《運輸大亨》中的音樂是由約翰·布魯姆霍爾原創。這些音樂大多為舊式藍調和爵士樂曲調，其中更包括節錄自賀比·漢考克作品《Cantaloupe Island》的音樂片段。這些音樂的格式為MIDI，文件扩展名為「.gm」。

## 相關作品

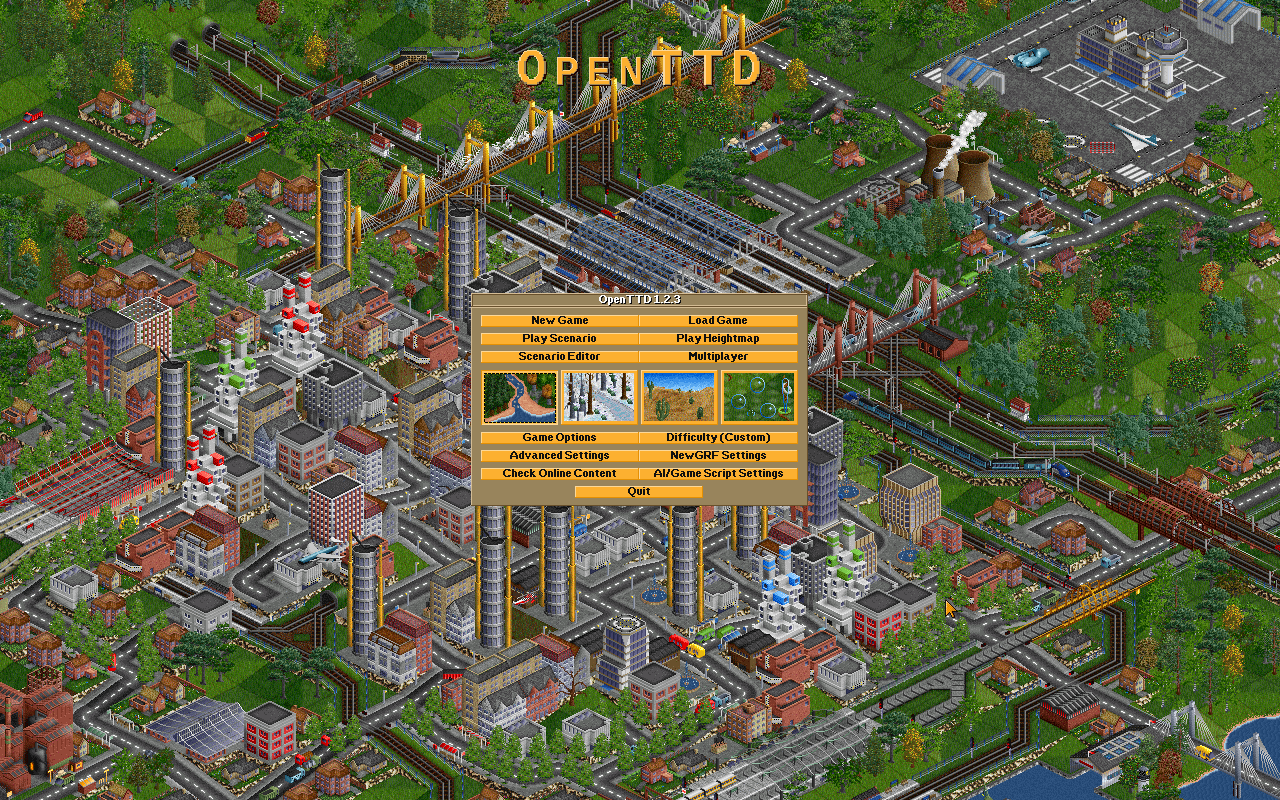
《開放運輸大亨豪華版》標題界面

### 開放運輸大亨豪華版
《開放運輸大亨豪華版》是《運輸大亨》豪華版的擴展、改進和開放源碼版本。
兩個遊戲的不同之處在於其鐵路信號機的運作模式。原版《運輸大亨》使用「雙向信號」，即火車能向兩個方向行駛；《開放運輸大亨豪華版》則引入了「單向信號」，即允許火車向單一方向行駛。新系統的引入防止了火車在同一軌道上逆向行駛而相撞的可能性，提高鐵路設計的自由度和效能，從而帶來更大收入。
因為此遊戲是开源游戏，且牽涉版權問題，因此其交通工具的名稱均不能使用現實中交通工具的名稱（例如「空中巴士」（Airbus）更名為「空中計程車」（Airtaxi）），但遊戲仍允許更改交通工具的名稱，把其改回現名。玩家更可將城鎮改名，使遊戲個性化。

### 運輸王
當《運輸大亨豪華版》獲得成功後，遊戲開發者克里斯·索耶便計劃開發另一個續作。可是，在開發期間，他決定改為開發另一個遊戲《模擬樂園》。結果，此遊戲亦獲得空前的成功。因此，索耶決定繼續開發這個遊戲系列，並開發了《模擬樂園2》。在《模擬樂園2》發佈後，他便將《模擬樂園3》的發展工作交予另一個開發團隊，並專注開發未完成的《運輸大亨》續作，《Locomotion》。此遊戲於2004年9月發佈。索耶將此遊戲稱為「《運輸大亨》的精神繼承者」，但其評價及銷量均較預期差得多。儘管如此，部份《Locomotion》玩家仍然會製作相關的模組，顯示遊戲仍然受歡迎。

### iPhone和Android版本
於2013年7月15日，克里斯·索耶的31X有限公司和Origin8 Technologies宣佈他們正在開發《運輸大亨》的手提電話移植版本。索耶原本僅專注於遊戲資金方面，但最終卻擔任了設計監督和調試的工作。移植版本於2013年10月3日在iOS和Android上發佈。此遊戲是一個收費遊戲，僅供單人遊玩，且使用《Locomotion》的界面。

### 第三方創作

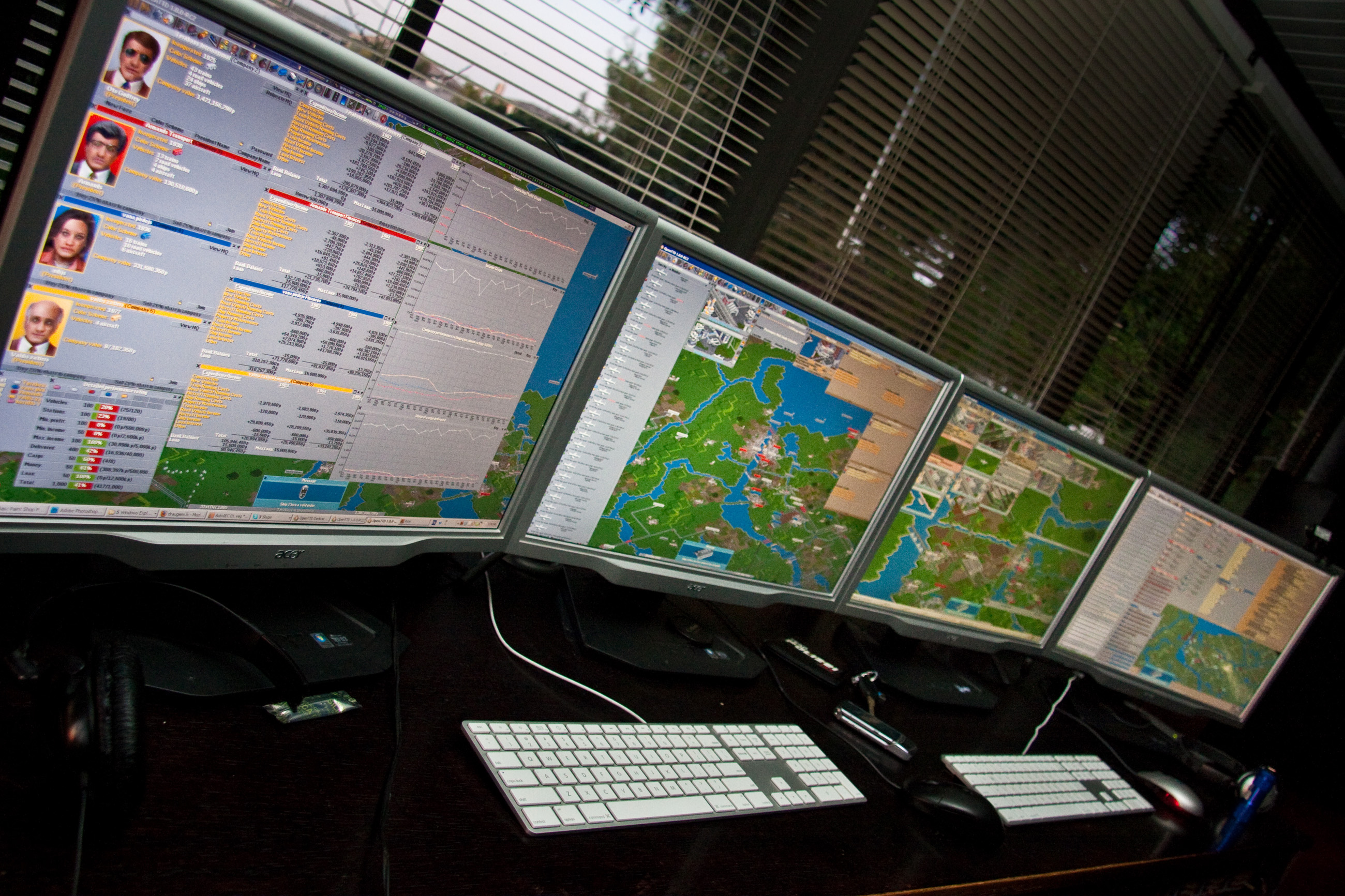
跨越4個顯示屏的OpenTTD遊戲

數個開發團隊正在改進《運輸大亨》，例如《TTDPatch》增強了的遊戲內容，並修正了多個錯誤。
《OpenTTD》是《運輸大亨豪華版》的一個重製開源版本，透過逆向工程而製，並修補了多個錯誤。此遊戲亦允許玩家在多個平台上進行遊戲，其中包括Mac、Linux、PSP、Android和iOS。相比《OpenTTD》而言，《TTDPatch》仍然需要使用原版的界面、聲音、文檔和音樂文件。相反，《OpenTTD》使用的是獨立的文檔，因此不需要依賴原版的文檔。儘管如此，《OpenTTD》仍能接受原版的文檔。

## 外部連結
- 莫比游戏上的《運輸大亨》（英文）
- 運輸大亨豪華版首頁 （页面存档备份，存于）
- 開放運輸大亨豪華版首頁 （页面存档备份，存于）
- 克里斯索耶首頁 （页面存档备份，存于）